# Понте Мађи (Пезаро и Урбино)
Понте Мађи је насеље у Италији у округу Пезаро и Урбино, региону Марке.
Према процени из 2011. у насељу је живело 39 становника. Насеље се налази на надморској висини од 275 м.